# Sol·licitació
El terme sol·licitació s'empra en enginyeria estructural per a designar algun tipus d'acció o fenomen extern que afecta una estructura i necessita ser tingut en compte en els càlculs estructurals. Usualment el terme s'aplica a:
- Forces exteriors
- Esforços interns transmesos per una part de l'estructura a una altra part adjacent.
- Desplaçaments ocasionats per un desplaçament del terreny o l'empenta d'algun element extern.
- Deformacions induïdes per fenòmens variso com dilatació tèrmica, retracció del formigó, etc.